# Forza Horizon
Forza Horizon je závodní videohra z roku 2012, kterou vyvinulo studio Playground Games a vydala společnost Microsoft Studios. Hra byla vydána 23. října 2012 pro Xbox 360. Hra je pátým dílem série Forza, která se původně oddělila od titulů Forza Motorsport vyvinutých firmou Turn 10 Studios.

## Hratelnost
Videohra se odehrává během fiktivní pouliční závodní akce Horizon Festivalu. Cílem hráče je postupovat prostřednictvím vyhrávání závodů a zároveň zvyšovat svou úroveň popularity prováděním kaskadérských kousků a aktivit. Na rozdíl od předchozích her série Forza se Forza Horizon odehrává v otevřeném světě, který mohou hráči prozkoumávat.

## Vydání a ohlasy
Hra byla vydána 23. října 2012 pro Xbox 360.
Po vydání se hra setkala s příznivým hodnocením kritiků. Od té doby se zrodila vlastní série, která se do dnešního dne dočkala čtyř dalších pokračování: Forza Horizon 2 (2014), Forza Horizon 3 (2016), Forza Horizon 4 (2018) a Forza Horizon 5 (2021).
Hra byla 20. října 2016 vyřazena z Xbox 360 Marketplace po vypršení licencí na značku vozů. Dne 23. června 2023 bylo oznámeno, že online servery pro Forza Horizon spolu s Forza Horizon 2 budou 22. srpna 2023 vypnuty, což se taky stalo.